# Copa Palestina de Naciones 1973
La Copa Palestina de Naciones 1973 (en árabe: كأس فلسطين 1973‎) fue la segunda edición de este torneo de fútbol a nivel de selecciones nacionales que se jugó del 11 al 26 de agosto en dos ciudades de Libia y que contó con la participación de 10 selecciones del mundo árabe.
Túnez venció en la final a Siria jugada en Trípoli para ser campeón del torneo por primera vez.

## Participantes
| - Argelia - Egipto (campeón defensor) - Irak - Libia (anfitrión) - Yemen del Norte | - Palestina - Yemen del Sur - Siria - Túnez - Emiratos Árabes Unidos |

## Fase de grupos

### Grupo A
| País            | J | G | E | P | GF | GC | GD  | Pts |
| --------------- | - | - | - | - | -- | -- | --- | --- |
| Túnez           | 4 | 4 | 0 | 0 | 13 | 3  | +10 | 8   |
| Siria           | 4 | 2 | 1 | 1 | 16 | 7  | +9  | 5   |
| Egipto          | 4 | 2 | 0 | 2 | 8  | 4  | +4  | 4   |
| Palestina       | 4 | 1 | 1 | 2 | 3  | 9  | −6  | 3   |
| Yemen del Norte | 4 | 0 | 0 | 4 | 2  | 15 | −13 | 0   |

| Equipo 1        | Resultado | Equipo 2        |
| --------------- | --------- | --------------- |
| Siria           | 1–1       | Palestina       |
| Egipto          | 6–1       | Yemen del Norte |
| Túnez           | 4-1       | Siria           |
| Palestina       | 1-0       | Yemen del Norte |
| Túnez           | 1-0       | Egipto          |
| Siria           | 7-1       | Yemen del Norte |
| Egipto          | 2–0       | Palestina       |
| Yemen del Norte | 0-2       | Túnez           |
| Siria           | 2-0       | Egipto          |
| Túnez           | 6-2       | Palestina       |

### Grupo B
| País          | J | G | E | P | GF | GC | GD  | Pts |
| ------------- | - | - | - | - | -- | -- | --- | --- |
| Argelia       | 4 | 3 | 1 | 0 | 19 | 1  | +18 | 7   |
| Irak          | 4 | 2 | 2 | 0 | 5  | 1  | +4  | 6   |
| Libia         | 4 | 1 | 2 | 1 | 12 | 4  | +8  | 4   |
| EAU           | 4 | 0 | 2 | 2 | 3  | 7  | −4  | 2   |
| Yemen del Sur | 4 | 0 | 1 | 3 | 1  | 27 | −26 | 1   |

| Equipo 1               | Resultado | Equipo 2               |
| ---------------------- | --------- | ---------------------- |
| Libia                  | 2-2       | Emiratos Árabes Unidos |
| Irak                   | 2–0       | Yemen del Sur          |
| Argelia                | 2–0       | Emiratos Árabes Unidos |
| Libia                  | 10-0      | Yemen del Sur          |
| Argelia                | 0-0       | Irak                   |
| Emiratos Árabes Unidos | 0-0       | Yemen del Sur          |
| Yemen del Sur          | 1–15      | Argelia                |
| Libia                  | 0–0       | Irak                   |
| Irak                   | 3–1       | Emiratos Árabes Unidos |
| Argelia                | 2-0       | Libia                  |

## Fase Final

### Semifinales
| 23-8-1973 | Túnez                    | 2–0 | Irak | Estadio 11 de Junio, Trípoli  |                               |
|           | Habita 7' · Chakroun 15' |     |      | Asistencia: 5000 espectadores | Asistencia: 5000 espectadores |

| 23-8-1973 | Argelia | 0–0 (2–3 p.) | Siria | Estadio 28 de Marzo, Benghazi |  |

### Tercer Lugar
| 25-8-1973 | Argelia | 0–0 (t. s.)(3–0 p.) | Irak | Estadio 11 de Junio, Trípoli |  |

### Final
| 26-8-1973 | Túnez                                                      | 4–0     | Siria | Estadio 11 de Junio, Trípoli    |                                 |
|           | Chakroun 42' · Akid 73' · Khouini 88' · Mahlami 90' (a.g.) | Reporte |       | Asistencia: 30 000 espectadores | Asistencia: 30 000 espectadores |

## Campeón
| Copa Palestina de Naciones 1973 |
| ------------------------------- |
| Bandera de Túnez                |
| Túnez 1.º Título                |